# Intelligent-Design-Bewegung
Die Intelligent-Design-Bewegung ist eine Kampagne in den USA, die für weitreichende gesellschaftliche, akademische und politische Änderungen eintritt. Sie ist namentlich und inhaltlich von Intelligent Design abgeleitet, einer Form des Neo-Kreationismus. Sie zielt darauf, diesen Begriff in das öffentliche Bewusstsein zu rücken, durch politischen Druck die von ihr vertretenen Lehren in den Lehrplan der Schulen aufnehmen zu lassen, sowie mittels gerichtlicher Schritte einen solchen Unterricht verteidigen zu lassen und Hindernisse dagegen abzubauen. Das Gesamtziel der Bewegung ist es, die „erstickende Überlegenheit der materialistischen Weltanschauung umzukehren“. Ihre Angriffe richten sich vor allem gegen Darwins Evolutionstheorie. An deren Stelle soll eine Wissenschaft treten, die mit christlich-theistischen Vorstellungen im Einklang steht.
Die Bewegung entstand 1990 nach der Gründung ihres Zentrums, der christlich-konservativen Denkfabrik Discovery Institute. Die meisten führenden Intelligent-Design-Vertreter, insbesondere dessen programmatischer Berater, Phillip E. Johnson, gehören zum Center for Science and Culture (CSC) der Organisation. Johnson ist einer der produktivsten und ergiebigsten Autoren der Bewegung sowie Architekt der „wedge strategy“ und der Teach-the-Controversy-Kampagne.

## Geschichte
Als Begründer der Intelligent-Design-Bewegung wird oft der Jurist und Born-Again Christian Phillip Johnson genannt, der in seinem 1991 publizierten Buch Darwin on Trial die Evolutionstheorie sowie den methodischen Naturalismus angriff und an deren Stelle Intelligent Design als Ursprung des Universums und des Lebens propagierte. Allerdings wurde bereits in dem 1989 von der neokreationistischen Foundation for Thought and Ethics herausgegebenen Buch Of Pandas and People die spätere typische Terminologie und Argumentation der Bewegung verwendet, so dass es als tatsächliche fundamentale Publikation betrachtet wird. Die Veröffentlichung dieses vom Herausgeber als wissenschaftlich angepriesenen Buches folgte zwei Jahre nach der Entscheidung des Obersten Gerichtshofes der USA im Fall Edwards v. Aguillard, die das Lehren des Kreationismus in öffentlichen Schulen für verfassungswidrig erklärte.
Gemäß P. Johnson war eine Konferenz an der Southern Methodist University im Jahr 1992 der erste öffentlich Auftritt der intern auch als Wedge-Movement (Wedge engl. für Keil) bezeichneten Bewegung, in der Kontakte zu späteren Schlüsselfiguren, wie etwa M. Behe und W. Dembski, geknüpft wurden.
Eine im Jahr 1993 im Journal Scientific American veröffentlichte vernichtende Kritik von Johnsons Buch Darwin on Trial durch den Evolutionsbiologen Stephen Jay Gould und der erfolglose Versuch Johnsons, sein Essay The Religion of the Blind Watchmaker als Antwort auf Goulds Kritik im Scientific American veröffentlichen zu lassen, führte zum Versuch von Unterstützern Johnsons, durch eine Unterschriftenaktion eine Basis im akademischen Bereich zu gewinnen. Von mehreren Tausend angeschriebenen Wissenschaftlern aus verschiedenen Forschungsgebieten an Universitäten der USA waren 39 bereit, eine Unterschrift zu leisten. Neun von diesen unterzeichnenden Wissenschaftlern, keiner von ihnen mit einem signifikanten wissenschaftlichen Beitrag auf dem Gebiet der Evolutionstheorie, wurden später Fellows des Center for the Renewal of Science and Culture (CRSC) (heute Center for Science and Culture (CSC)), welches die organisatorische Keimzelle (auch The Wedge genannt) der Intelligent-Design-Bewegung ist.
Das Center for the Renewal of Science and Culture (CRSC) wurde 1996 innerhalb des Discovery Instituts eingerichtet, einer konservativen Denkfabrik in Seattle, das selbst bereits 1990 gegründet worden war. Finanziert wird das CRSC hauptsächlich durch H.F. Ahmanson (Fieldstaed & Company), bekannt durch seine Unterstützung rechter politischer Organisationen, sowie die beiden auf evangelikale christliche Missionsarbeit ausgerichteten Stewardship Foundation und Maclellan Foundation. Direktoren des CRSC wurden S. Meyer und J.G. West; P. Johnson wurde Berater des CRSC.
Nach Gründung des CRSC erhöhte sich die Aktivität der Bewegung deutlich. Eine Vielzahl von Publikationen erschien (u. a. M. Behes Darwin's Black Box im Jahr 1996 und W. Dembskis The Design Inference im Jahr 1998) und eine Vielzahl von Konferenzen wurde organisiert. Der Versuch, festen Fuß im akademischen Bereich zu fassen, scheiterte im Oktober 2001, als das von Universitäts-Rektor R. Sloan eigenmächtig installierte und von W. Dembski geführte Michael Polanyi-Center an der Baylor University nach nur einem Jahr nach Protesten der Fakultät wegen der neokreationistischen Ausrichtung aufgelöst wurde. Im Jahr 2001 wurde die Gründung der International Society for Complexity, Information, and Design (ISCID) angekündigt, die allerdings erst 2003 als Non-Profit-Organisation offiziell registriert wurde. Obwohl nicht im akademischen Bereich verankert, gilt die ISCID als die Nachfolgeorganisation des Michael-Polanyi-Centers und soll weitgehend dessen Funktionen erfüllen. Direktor des ISCID ist W. Dembski. Die ISCID gibt seit 2002 die vierteljährlich erscheinende Zeitschrift Progress in Complexity, Information, and Design heraus.
Daneben versucht die neokreationistische Bewegung, Intelligent Design als gleichwertig neben der Evolutionstheorie im Schulunterricht zu verankern. So wurde bereits 1998 bekannt, dass der CRSC im Fall von Roger DeHart involviert war, einem Lehrer im US-Bundesstaat Washington, der seit Jahren seine Schüler mit kreationistischem Lehrmaterial aus dem Buch Of Pandas and People unterrichtete und Material aus den offiziellen Biologie-Büchern, welches zum korrekten Verständnis der Evolutionstheorie wesentlich ist, wegließ. Seither gab es in vielen weiteren US-Bundesstaaten Versuche von Seiten der Neokreationisten, das Intelligent Design als Schulfach zu verankern. Mit Ausnahme des US-Bundesstaates Kansas scheiterten diese Versuche bisher an den gewählten Schulaufsichtgremien oder wurden juristisch von Gerichten niedergeschlagen.

### Wedge Strategy
Das übergeordnete offizielle Ziel der Intelligent-Design-Bewegung wurde von Phillip Johnson definiert und als „Wedge Strategy“ bezeichnet: Ein Keil (engl. Wedge) soll zwischen die empirischen Wissenschaften und den Naturalismus getrieben werden, um den methodologischen Naturalismus durch eine von Johnson als Theistischer Realismus bezeichnete Alternative zu ersetzen; diese postuliert, dass das Universum und seine Kreaturen von Gott absichtsvoll erschaffen worden seien. Besonderer Angriffspunkt in der Wedge Strategy ist die darwinsche Evolutionstheorie, da sie in den Augen von Johnson das schwächste Bindeglied zwischen Naturalismus und empirischen Wissenschaften bilde. Die Wedge Strategy ist der Öffentlichkeit im Detail im sogenannten Wedge Document zugänglich. Das christlich-konservative Discovery Institute in Seattle, welches sich der Wedge Strategy bedient, wird derzeit mit dem Vorwurf konfrontiert, Filmdokumente sinnentstellend manipuliert zu haben, um Evolutionswissenschaftler Fälschungsabsichten zu unterstellen.

### Wedge Document
Ursprung
Neben den offiziellen Publikationen des CRSC und der Vertreter der Intelligent-Design-Bewegung ist vor allem das als Wedge Document bekannt gewordene Strategie-Papier des CRSC wichtig für die Beurteilung der Ziele und Strategien der neokreationistischen Bewegung. Dieses Dokument tauchte am 5. Februar 1999 im Internet auf und beschreibt die konkrete Planung des Centers for the Renewal of Science and Culture (CRSC) für die Jahre 1999 bis 2003, sowie langfristige Ziele. Wie heute bekannt, waren M. Duss, ein Teilzeit-Angestellter in einem Copy-Center im Zentrum Seattles, dem das Wedge-Document als „TOP SECRET“ und „NOT FOR DISTRIBUTION“ deklariert zum Vervielfältigen überreicht wurde, und sein Freund T. Rhodes für die Veröffentlichung verantwortlich.
Authentizität
Die Authentizität des Wedge-Documents wurde außerhalb der Bewegung wegen der vielen Übereinstimmungen zwischen Textstellen des Wedge-Documents mit Textstellen aus anderen, offiziellen Dokumenten des CRSC als gesichert angenommen. Das CRSC selbst hat die Authentizität erst 2005 in einer Stellungnahme eingeräumt.
Bedeutung
Neben dem Einblick in die Ziele und Strategien liegt die Bedeutung des Wedge-Documents darin, dass es erstmals die Existenz einer konkret und detailliert definierten Strategie der Intelligent-Design-Bewegung bestätigte. Zudem kann es als Maßstab für den bisherigen Erfolg der ID-Bewegung dienen und ist gleichzeitig Basis für Kritik. So wird besonders die mehrfache Bezugnahme auf einen Schöpfergott als Basis westlicher Zivilisation (beispielsweise in einem der beiden aufgeführten übergeordneten Ziele: „To replace materialistic explanations with the theistic understanding that nature and human beings are created by God.“) als eindeutiger Beleg gewertet, dass die ID-Bewegung, entgegen ihren offiziellen Verlautbarungen, primär christlich-religiöse Ziele verfolge.

## Kritik
Im Rahmen politischer Diskussionen wird den Intelligent-Design-Vertretern vorgeworfen, kreationistisches Gedankengut unter dem Deckmantel der Wissenschaft zu verbreiten. Da in den USA verfassungsmäßig eine strikte Trennung von Religion und Staat gilt, dürfen staatlich finanzierte Schulen keine Religion (d. h. auch keine christlichen Anschauungen) lehren. So urteilte 1987 ein Gericht im US-Bundesstaat Louisiana, Kreationismus diene religiösen, nicht etwa wissenschaftlichen Zielen. Deshalb vermeiden die Vertreter von Intelligent Design alle kreationistischen Bezüge und ersetzen religiöse Begriffe wie „Schöpfung“ durch wissenschaftlicher klingende Termini, wie „Design“, „Signalerkennung“ usw. Laut Discovery Institute versuchte Kansas als fünfter US-Bundesstaat Zweifel an der Evolutionstheorie in den Unterricht zu integrieren. Im Jahr 2005 wurde in einem weitreichenden Urteil entschieden, dass Intelligent Design kreationistische, also religiöse Wurzeln besitze, weswegen die Verkündigung seiner Thesen im Schulunterricht gegen die amerikanische Verfassung verstoße. Die Organisation Americans United for Separation of Church and State erklärte nach dieser Entscheidung, dass es für Kansas schwierig wird, diese abweichende Meinung weiter aufrechtzuerhalten.
Aufgrund der im Wedge-Document angegebenen Ziele (etwa das 20-Jahres-Ziel „To see design theory permeate our religious, cultural, moral and political life.“) sowie anderer Indizien (etwa der Verbindungen von H.F. Ahmanson als einem Hauptfinanzier des Center for Science and Culture zum Christlichen Rekonstruktionismus) wurde der Vorwurf erhoben, dass das wahre Ziel der Intelligent-Design-Bewegung sei, die Trennung von Religion und Staat aufzuheben sowie Demokratie durch einen theokratischen Staat zu ersetzen.

## Parodie
Die bekannteste Parodie der Intelligent-Design-Bewegung ist die Spaßreligion Fliegendes Spaghettimonster. Sie wurde 2005 von Bobby Henderson gegründet. Seine Idee war, bei einer Schulbehörde in Kansas die Gleichstellung der Idee des „Unintelligent Design“ seines Spaghettimonsters, welches die Erde betrunken erschaffen haben soll, mit Intelligent Design zu fordern. Er will damit aufzeigen, dass die Ansprüche der Intelligent-Design-Bewegung wirklichkeitsfremd und unwissenschaftlich sind. Die Spaßreligion fand durch die Verbreitung im Internet schnell eine sehr große Anzahl von Personen, die sich symbolisch zu ihr bekennen. Auch gab sie den Anstoß für eine ganze Reihe von ähnlichen Nachahmungen.

## Belege
1. ↑  „reverse the stifling dominance of the materialist worldview“, aus einem Flugblatt des Discovery Institute von 1999 zu einer Spendensammelaktion. Zitiert in Handley P.: Evolution or design debate heats up. The Times of Oman (7 March 2005).
2. ↑  „a science consonant with Christian and theistic convictions“. Zitiert in Handley P.: Evolution or design debate heats up. The Times of Oman (7 March 2005).
3. ↑  Nick Matzke: 1. Introduction: Of Pandas and People, the foundational work of the 'Intelligent Design' movement (Memento vom 7. Oktober 2008 im Internet Archive) Nick Matzke Introduction: Of Pandas and People, the foundational work of the 'Intelligent Design' movement.
4. ↑  Stephen Jay Gould: Impeaching a Self-Appointed Judge, Scientific American, 267(1), July 1992.
5. ↑  Archivierte Kopie (Memento vom 16. Mai 2006 im Internet Archive) Phillip Johnson, The Religion of the Blind Watchmaker
6. ↑   Protokoll des Kansas Evolution Hearings von Roger DeHart im Talk.Origin-Archiv
7. ↑  Martin Neukamm, Andreas Beyer: Wie das evangelikale Discovery Institute Filmdokumente fälscht: Meinungsmanipulation im Zeichen der Keil-Strategie https://www.ag-evolutionsbiologie.net/html/2022/discovery-institute-evolution-mensch.html
8. ↑  https://ncse.ngo/wedge-document The Wedge Document, publiziert vom National Center for Science Education
9. ↑   Archivlink (Memento vom 7. Februar 2006 im Internet Archive) Discovery's Creation, Artikel in der Seattle Weekly
10. ↑   Stellungnahme des Discovery Institutes zum Wedge-Document
11. ↑  Pennsylvania ruling against Intelligent Design could be important to Kansas debate. (Memento vom 21. Oktober 2007 im Internet Archive) Bericht bei ArkCity.net.
12. ↑   Judgement Day: Intelligent Design on Trial Eine Dokumentation des amerikanischen Public Broadcasting Service (PBS) zum Dover Trial
13. ↑  B. Forrest, P.R.Gross, Creationism's Trojan Horse, The Wedge of Intelligent Design, Oxford University Press, 2004, ISBN 0-19-515742-7.